# Carbone inorganique total

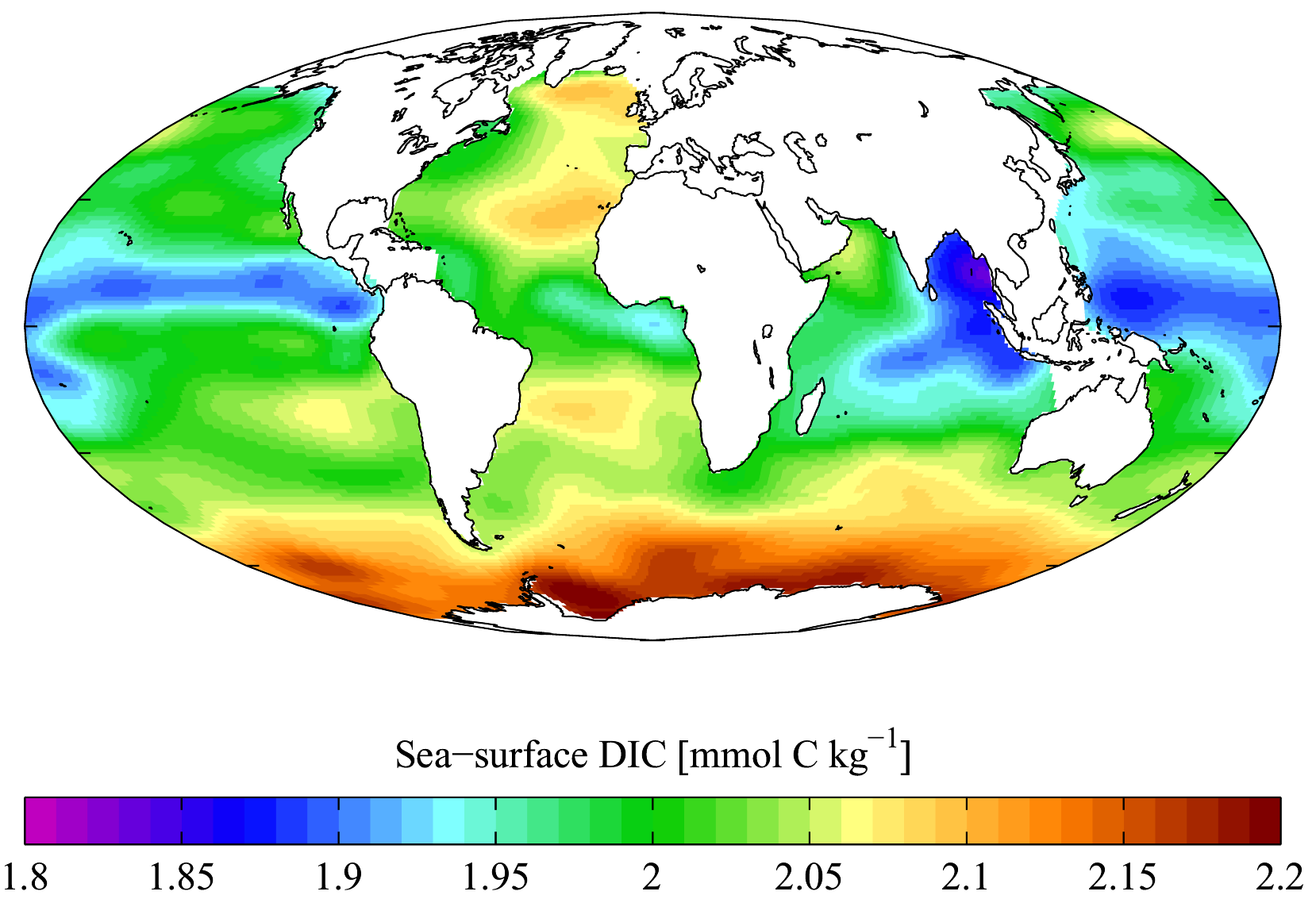
Concentration du TIC à la surface des océans dans les années 1990, d'après le Global Ocean Data Analysis Project.

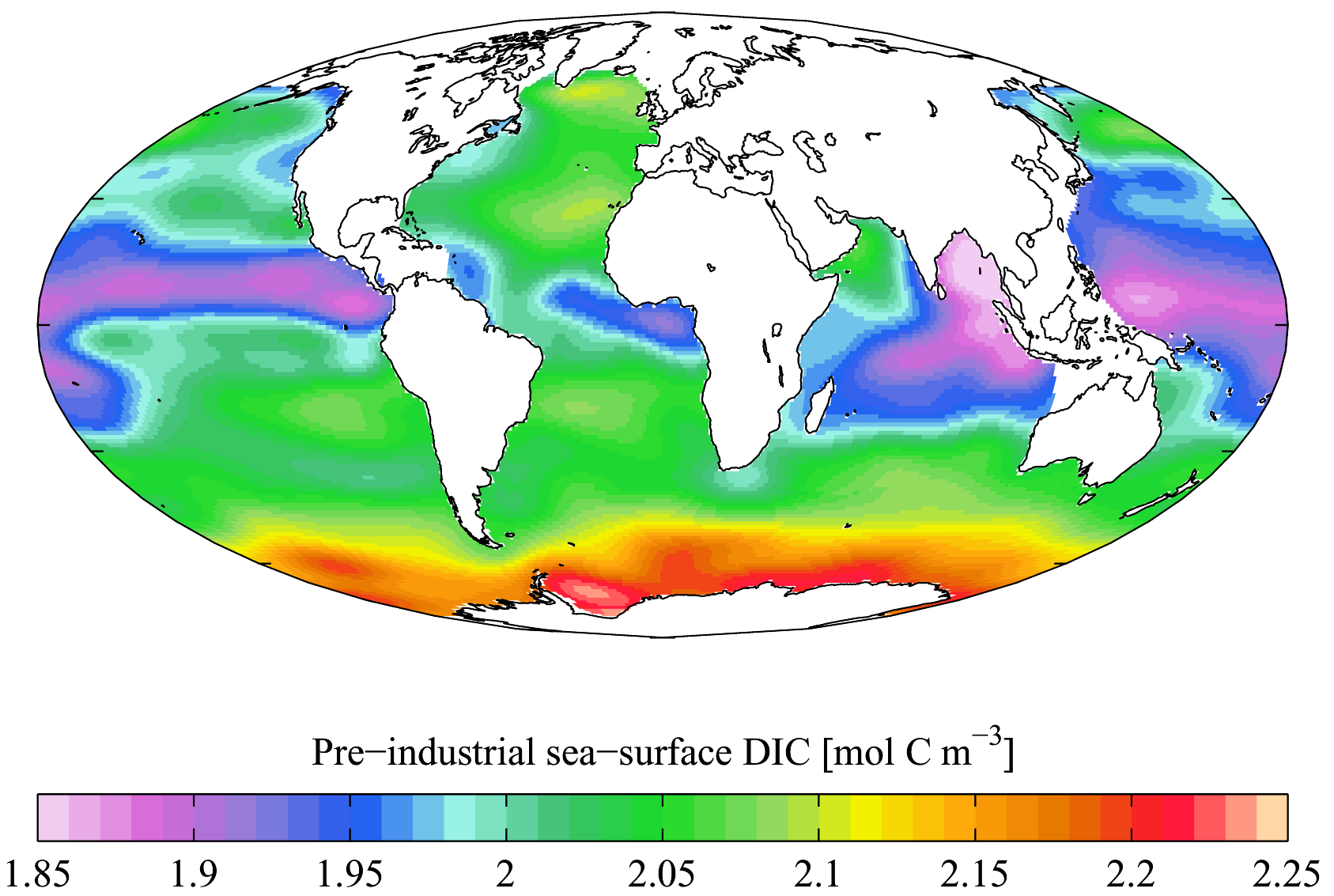
Concentration évaluée pour la période pré-industrielle

Le carbone inorganique total (CT, acronyme TIC pour Total Inorganic Carbon ou DIC pour Dissolved Inorganic Carbon) est la somme des espèces de carbone inorganique dans une solution. Elles incluent le dioxyde de carbone, l'acide carbonique, les anions bicarbonate et carbonate. Le dioxyde de carbone et l'acide carbonique sont en général regroupés sous le terme CO2* car il est difficile en pratique de les séparer. CT est un paramètre important lors de la mesure du pH de systèmes aquatiques naturels (notamment les océans), et pour l'estimation des flux de dioxyde de carbone...
CT = [CO2*] + [HCO3−] + [CO32−]
où :
- CT est le carbone inorganique total.
- [CO2*] est la somme des concentrations de dioxyde de carbone et d'acide carbonique ([CO2*] = [CO2] + [H2CO3]).
- [HCO3−] est la concentration de bicarbonate.
- [CO32−] est la concentration de carbonate.

Chacune de ces molécules est liée par la formule suivante, dérivée de l'équilibre du pH :
CO2 + H2O  {\displaystyle \rightleftharpoons }  H2CO3  {\displaystyle \rightleftharpoons }  H+ + HCO3−  {\displaystyle \rightleftharpoons }  2H+ + CO32−
Le TIC est mesuré par l'acidification d'un échantillon, qui mène à l'équilibre du CO2. Ce gaz est alors barboté de la solution et capturé, la quantité capturée est alors mesurée par spectroscopie infrarouge.